# Rio Kävlinge
Kävlinge (em sueco: Kävlingeån) é um rio da Escânia, na Suécia. Nasce no lago Vomba, atravessa a Escânia e deságua no Öresund, perto de Bjärred. Tem uma extensão de 50 quilômetros e uma bacia hidrográfica de 1 220 quilômetros quadrados.